# Morteau
Morteau – miejscowość i gmina we Francji, w regionie Burgundia-Franche-Comté, w departamencie Doubs.
Według danych na rok 1990 gminę zamieszkiwało 6458 osób, a gęstość zaludnienia wynosiła 458 osób/km² (wśród 1786 gmin Franche-Comté Morteau plasuje się na 19. miejscu pod względem liczby ludności, natomiast pod względem powierzchni na miejscu 245.).